# Nothobranchius janpapi
Nothobranchius janpapi é uma espécie de peixe da família Aplocheilidae.
É endémica de Tanzânia.
Os seus habitats naturais são: rios intermitentes e marismas intermitentes de água doce.